# PETIT IDOLM@STER Twelve Seasons!
『PETIT IDOLM@STER Twelve Seasons!』（プチ アイドルマスター トゥエルブ シーズンズ）は、2013年1月9日からフロンティアワークス（発売元）・メディアファクトリー（販売元）よりリリースされている、Webアニメ「ぷちます! -プチ・アイドルマスター-」のキャラクターソングシリーズ。全12枚。

## 概要
アニメ「ぷちます! -プチ・アイドルマスター-」のキャラクターソングシリーズ。
CMソングをテーマにしたソロ新曲とそのカラオケバージョン、アニメのテーマ曲「ら♪ら♪ら♪わんだぁらんど」、それぞれが担当した月替わりED曲のソロミックス、ドラマパート「朝の連続ぷちドラマ」（NHK連続テレビ小説のパロディ）が収録されている。ドラマパートの出演はそれぞれメインのアイドル、対応するぷちどる、音無小鳥（滝田樹里）、プロデューサー（間島淳司）、ナレーション（大川透）。
CDのナンバリングは、基本的にはそれぞれの誕生月になっている。ただし、伊織と亜美・真美は同じ5月なので、伊織が対象のいない9月に廻っている。
ジャケットイラストは玉戸さお。歌詞カードの裏側が2013年の各月のカレンダーになっており、卓上カレンダーとしても使用可能になっている。
各CDのソロ新曲のタイトルの頭一文字を繋ぐと「ぷちますどうぞよろしくね」となる。
このCDシリーズ用の新曲は太字で表記する。

## Vol.1
2013年1月9日発売。テーマは「スキー」。
収録曲
1. Princess Snow White
歌：四条貴音（原由実）
作詞：yura、作曲・編曲：山口朗彦
2. 朝の連続ぷちドラマ みんなでこまーしゃる -貴音とたかにゃへん-
3. ら♪ら♪ら♪わんだぁらんど
歌：四条貴音（原由実）
作詞・作曲：イイジマケン、編曲：イイジマケン・村山シベリウス達彦
4. Maybe TOMORROW
歌：四条貴音（原由実）
作詞・作曲：イイジマケン、編曲：イイジマケン・村山シベリウス達彦
5. Princess Snow White (off vocal)

## Vol.2
2013年1月9日発売。テーマは「バレンタインチョコ」。
収録曲
1. choco fondue
歌：如月千早（今井麻美）
作詞：yura、作曲：山崎寛子、編曲：福富雅之
2. 朝の連続ぷちドラマ みんなでこまーしゃる -千早とちひゃーへん-
3. ら♪ら♪ら♪わんだぁらんど
歌：如月千早（今井麻美）
作詞・作曲：イイジマケン、編曲：イイジマケン・村山シベリウス達彦
4. TODAY with ME
歌：如月千早（今井麻美）
作詞・作曲：イイジマケン、編曲：イイジマケン・村山シベリウス達彦
5. choco fondue (off vocal)

## Vol.3
2013年1月30日発売。テーマは「卒業旅行」。
収録曲
1. まほろば
歌：高槻やよい（仁後真耶子）
作詞：yura、作曲：Tomokazu Miura/Gin Kitagawa、編曲：Tomokazu Miura
2. 朝の連続ぷちドラマ みんなでこまーしゃる -やよいとやよへん-
3. ら♪ら♪ら♪わんだぁらんど
歌：高槻やよい（仁後真耶子）
作詞・作曲：イイジマケン、編曲：イイジマケン・村山シベリウス達彦
4. Maybe TOMORROW
歌：高槻やよい（仁後真耶子）
作詞・作曲：イイジマケン、編曲：イイジマケン・村山シベリウス達彦
5. まほろば (off vocal)

## Vol.4
2013年1月30日発売。テーマは「春の新生活」。
収録曲
1. SWITCH ON
歌：天海春香（中村繪里子）
作詞：yura、作曲：el、編曲：manzo
2. 朝の連続ぷちドラマ みんなでこまーしゃる -春香とはるかさんへん-
3. ら♪ら♪ら♪わんだぁらんど
歌：天海春香（中村繪里子）
作詞・作曲：イイジマケン、編曲：イイジマケン・村山シベリウス達彦
4. あ・り・が・と・YESTERDAYS
歌：天海春香（中村繪里子）
作詞・作曲：イイジマケン、編曲：浜田ピエール裕介
5. SWITCH ON (off vocal)

## Vol.5
2013年2月6日発売。テーマは「遊園地」。
収録曲
1. ドキッ♥ラブアトラクション
歌：双海亜美 / 真美（下田麻美）
作詞：yura、作曲・編曲：山口朗彦
2. 朝の連続ぷちドラマ みんなでこまーしゃる -亜美・真美とこあみ・こまみへん-
3. ら♪ら♪ら♪わんだぁらんど
歌：双海亜美 / 真美（下田麻美）
作詞・作曲：イイジマケン、編曲：イイジマケン・村山シベリウス達彦
4. TODAY with ME
歌：双海亜美 / 真美（下田麻美）
作詞・作曲：イイジマケン、編曲：イイジマケン・村山シベリウス達彦
5. ドキッ♥ラブアトラクション (off vocal)

## Vol.6
2013年2月6日発売。テーマは「結婚式場」。
収録曲
1. WEDDING BELL
歌：秋月律子（若林直美）
作詞：yura、作曲・編曲：川田瑠夏
2. 朝の連続ぷちドラマ みんなでこまーしゃる -律子とちっちゃんへん-
3. ら♪ら♪ら♪わんだぁらんど
歌：秋月律子（若林直美）
作詞・作曲：イイジマケン、編曲：イイジマケン・村山シベリウス達彦
4. あ・り・が・と・YESTERDAYS
歌：秋月律子（若林直美）
作詞・作曲：イイジマケン、編曲：浜田ピエール裕介
5. WEDDING BELL (off vocal)

## Vol.7
2013年2月27日発売。テーマは「スポーツドリンク」。
収録曲
1. zone of fortune
歌：三浦あずさ（たかはし智秋）
作詞：yura、作曲・編曲：eda
2. 朝の連続ぷちドラマ みんなでこまーしゃる -あずさとみうらさんへん-
3. ら♪ら♪ら♪わんだぁらんど
歌：三浦あずさ（たかはし智秋）
作詞・作曲：イイジマケン、編曲：イイジマケン・村山シベリウス達彦
4. Maybe TOMORROW
歌：三浦あずさ（たかはし智秋）
作詞・作曲：イイジマケン、編曲：イイジマケン・村山シベリウス達彦
5. zone of fortune (off vocal)

## Vol.8
2013年2月27日発売。テーマは「スポーツ用品」。
収録曲
1. ヨーイドン!!
歌：菊地真（平田宏美）
作詞：yura、作曲：山田智一、編曲：福富雅之
2. 朝の連続ぷちドラマ みんなでこまーしゃる -真とまこちーへん-
3. ら♪ら♪ら♪わんだぁらんど
歌：菊地真（平田宏美）
作詞・作曲：イイジマケン、編曲：イイジマケン・村山シベリウス達彦
4. あ・り・が・と・YESTERDAYS
歌：菊地真（平田宏美）
作詞・作曲：イイジマケン、編曲：浜田ピエール裕介
5. ヨーイドン!! (off vocal)

## Vol.9
2013年3月6日発売。テーマは「化粧品」。
収録曲
1. ロイヤルストレートフラッシュ
歌：水瀬伊織（釘宮理恵）
作詞：yura、作曲・編曲：R・O・N
2. 朝の連続ぷちドラマ みんなでこまーしゃる -伊織といおへん-
3. ら♪ら♪ら♪わんだぁらんど
歌：水瀬伊織（釘宮理恵）
作詞・作曲：イイジマケン、編曲：イイジマケン・村山シベリウス達彦
4. Maybe TOMORROW
歌：水瀬伊織（釘宮理恵）
作詞・作曲：イイジマケン、編曲：イイジマケン・村山シベリウス達彦
5. ロイヤルストレートフラッシュ (off vocal)

## Vol.10
2013年3月6日発売。テーマは「シチュー」。
収録曲
1. しあわせのレシピ
歌：我那覇響（沼倉愛美）
作詞：yura、作曲：T-Tipsy、編曲：山口俊樹
2. 朝の連続ぷちドラマ みんなでこまーしゃる -響とちびきへん-
3. ら♪ら♪ら♪わんだぁらんど
歌：我那覇響（沼倉愛美）
作詞・作曲：イイジマケン、編曲：イイジマケン・村山シベリウス達彦
4. TODAY with ME
歌：我那覇響（沼倉愛美）
作詞・作曲：イイジマケン、編曲：イイジマケン・村山シベリウス達彦
5. しあわせのレシピ (off vocal)

## Vol.11
2013年3月27日発売。テーマは「洋服」。
収録曲
1. Closet Fashion Lover
歌：星井美希（長谷川明子）
作詞：yura、作曲：山崎寛子、編曲：福富雅之
2. 朝の連続ぷちドラマ みんなでこまーしゃる -美希とあふぅへん-
3. ら♪ら♪ら♪わんだぁらんど
歌：星井美希（長谷川明子）
作詞・作曲：イイジマケン、編曲：イイジマケン・村山シベリウス達彦
4. あ・り・が・と・YESTERDAYS
歌：星井美希（長谷川明子）
作詞・作曲：イイジマケン、編曲：浜田ピエール裕介
5. Closet Fashion Lover (off vocal)

## Vol.12
2013年3月27日発売。テーマは「クリスマス」。
収録曲
1. ねがいひとつ
歌：萩原雪歩（浅倉杏美）
作詞：yura、作曲・編曲：山口朗彦
2. 朝の連続ぷちドラマ みんなでこまーしゃる -雪歩とゆきぽへん-
3. ら♪ら♪ら♪わんだぁらんど
歌：萩原雪歩（浅倉杏美）
作詞・作曲：イイジマケン、編曲：イイジマケン・村山シベリウス達彦
4. TODAY with ME
歌：萩原雪歩（浅倉杏美）
作詞・作曲：イイジマケン、編曲：イイジマケン・村山シベリウス達彦
5. ねがいひとつ (off vocal)